# Pelo Telefone
Pelo Telefone é considerado o primeiro samba a ser gravado no Brasil segundo a maioria dos autores, a partir dos registros existentes na Biblioteca Nacional, embora existam gravações de samba anteriores não tão bem sucedidas como "Samba - Em Casa da Bahiana"(1912) e "Urubu Malandro"(1914).
Criação coletiva de autoria controversa, a composição ganhou a assinatura de Ernesto dos Santos, mais conhecido como Donga, e do jornalista Mauro de Almeida. Foi registrada em 27 de novembro de 1916 como sendo de autoria apenas de Donga — que mais tarde incluiu Mauro como parceiro — e concebida em um famoso terreiro de candomblé daqueles tempos, a casa da Tia Ciata, frequentada por grandes músicos da época. Por ter sido um grande sucesso e devido ao fato de ter nascido em uma roda de samba, de improvisações e criações conjuntas, vários foram os músicos que reivindicaram a autoria da composição.

## História
A canção foi composta em 1916, no quintal da casa da Tia Ciata, na Praça Onze. A melodia, originalmente, intitulava-se Roceiro  e foi uma criação coletiva, com participação de João da Baiana, Pixinguinha, Caninha, Hilário Jovino Ferreira  e Sinhô, entre outros. Sobre a paternidade da música, Donga a registrou antes, justificando a ação com a máxima atribuída a Sinhô: "música é como passarinho, de quem pegar primeiro".
A letra original da canção, que era “O chefe da folia/ Pelo telefone / Mandou me avisar / Que com alegria / Não se questione / Para se brincar”, foi alterada para a versão mais conhecida hoje em dia, "O Chefe da Polícia / Pelo telefone/ Manda me avisar/ Que na Carioca / Tem uma roleta/ Para se jogar". Segundo depoimento de Donga para o Museu da Imagem e do som (MIS), “O Chefe da Polícia… foi uma paródia feita pelos jornalistas de A Noite”. Repórteres do jornal tinham, em 1913, posto uma roleta no Largo da Carioca, para demonstrar a tolerância da polícia com o jogo. Em abril de 1913, o chefe de polícia do Rio de Janeiro havia declarado que o jogo permaneceria liberado “até que o governo resolvesse o contrário". Henrique Foréis Domingues, o Almirante, em matéria no jornal O Dia, em 13 de fevereiro de 1972, também confirma essa versão: “alguém lá na redação de “A Noite”, inspirando-se nos episódios em questão, criou a famosa paródia”.
Existem controvérsias quanto à autoria e quanto à data da composição. Segundo alguns, a canção teria sido composta em 1916, no quintal da casa da Tia Ciata, na Praça Onze. A melodia, originalmente, intitulava-se Roceiro  e foi uma criação coletiva, com participação de João da Baiana, Pixinguinha, Caninha, Hilário Jovino Ferreira  e Sinhô, entre outros. O Jornal do Brasil, em 4 de fevereiro de 1917, publicou uma nota do Grêmio Fala Gente comunicando que “o verdadeiro tango Pelo Telefone”, dos autores João da Mata, Germano, Tia Ciata e Hilário, seria cantado na Avenida Rio Branco,  dedicado “ao bom e lembrado amigo Mauro”. O próprio Almirante acusou Donga de se ter apropriado de uma criação coletiva. Donga respondeu que as músicas eram diferentes. Mas concordou que não foi o autor da letra de Pelo Telefone, que é de Mauro de Almeida. Culpou a gravadora por ter omitido o nome do parceiro. “A omissão do nome de Mauro na gravação da Casa Edison não pode ser atribuída a mim”, disse.